# Obrium cantharinum
Obrium cantharinum es una especie de escarabajo longicornio, clasificada en la tribu Obriini, de la subfamilia Cerambycinae. Fue descrita por Linné en 1767.
La especie mide 5-10 mm de longitud y el período de actividad en adultos se presenta entre abril y agosto. Se distribuye por Argentina, Austria, Bélgica, Bielorrusia, Bosnia y Herzegovina, Bulgaria, China, Croacia, Estonia, Finlandia, Francia, Alemania, Hungría, Italia, Japón, Kazajistán, Letonia, Lituania, Luxemburgo, Moldavia, Mongolia, Noruega, Países Bajos, Polonia, Rumania, Rusia europea, Eslovaquia, Suecia, Suiza, Chequia y Ucrania.